# Новокиївський Увал
Новокиївський Увал — село в Амурській області, адміністративний центр Мазановського району. Розташоване в декількох кілометрах від річки Зея, за 80 км від залізничної станції Арга (на лінії Сковородіно — Білогірськ).
Також є адміністративним центром Новокиївського сільського поселення.
Засноване у 1928 році, коли розлита Зея затопила райцентр, село Мазаново, і було прийнято рішення перенести райцентр на 8 км у бік, на височину (укр. увал) біля села Новокиївка. Назва Новокиєвський Увал з'явилася в 1930-і роки.

## Населення
| 1939  | 1959  | 1970  | 1979  | 1989  | 2002  | 2010  |
| ----- | ----- | ----- | ----- | ----- | ----- | ----- |
| 1175  | ↗2885 | ↗3458 | ↗5544 | ↘5530 | ↘4730 | ↘4315 |
| 2012  | 2013  | 2014  | 2015  | 2016  | 2017  | 2018  |
| ↘4213 | ↘4119 | ↘4023 | ↘3959 | ↗3961 | ↘3956 | ↘3872 |